# Jordan Davis (giocatore di football americano)
Jordan X. Davis (Charlotte, 12 gennaio 2000) è un giocatore di football americano statunitense che milita nel ruolo di defensive tackle per i Philadelphia Eagles della National Football League (NFL).

## Carriera universitaria
Davis al college giocò a football a Georgia. Nella sua prima stagione disputò 11 partite, di cui 4 come titolare, con 25 tackle e 1,5 sack, venendo premiato come Freshman All-American dalla Football Writers Association of America. L’anno seguente totalizzò 18 tackles e 4,5 sack. Nella stagione 2020 accorciata per la pandemia di COVID-19 ebbe 16 tackle e un sack, vincendo il Chick-Fil-A Peach Bowl. La sua migliore stagione fu l’ultima, con 32 tackle 2 sack e un touchdown su corsa contro Charleston Southern. A fine anno Georgia conquistò il primo campionato NCAA dopo quarant’anni.

## Carriera professionistica
Davis fu scelto come 13º assoluto nel Draft NFL 2022 dai Philadelphia Eagles. Debuttò come professionista subentrando nella vittoria del primo turno contro i Detroit Lions mettendo a segno 2 tackle. La sua prima stagione si concluse con 18 placcaggi e un passaggio deviato in 12 presenze, di cui 5 come titolare, venendo inserito nella formazione ideale dei rookie dalla Pro Football Writers of America..

## Palmarès

### Franchigia
- Super Bowl : 1

Philadelphia Eagles: LIX
- National Football Conference Championship: 2

Philadelphia Eagles: 2022, 2024

### Individuale
- PFWA All-Rookie Team - 2022